# Екатерингофский дворец
Екатерингофский дворец — утраченный двухэтажный деревянный дворец на Екатерингофском острове, расположенный близ Калинкиной деревни к западу от современной Лифляндской улицы. Архитектором дворца был Доменико Трезини.

## Экстерьер
Обширная обрамленная балюстрадой терраса выходила в сторону нынешней Лифляндской улицы. По обе стороны от парадного входа располагались два флигеля. Со стороны залива ко дворцу проведен канал, который ныне заканчивается у сохранившегося фундамента дворца.

## Интерьер
Здание имело большой двусветный зал (для танцев и обедов). Зал украшали большой стол из архангельской лиственницы с 17 ножками и бронзовая восьмисвечная люстра. Стены зала украшала пунцовая материя со сценками из китайского быта. На второй этаж вела лестница, которую украшала карта «Азиатской России». На втором этаже располагалась библиотека на 100 книг и спальня. Здание отапливалось голландской печью с изразцами.

## История

### Резиденция
В 1703 году в ночь с 6 на 7 мая Пётр I вместе с А. Меншиковым и солдатами Семёновского и Преображенского полков на 30 гребных лодках взял на абордаж на реке Екатерингофка два шведских корабля: бот «Гедан» с 10-ю орудиями и шняву «Астрильд» (8 орудий), пришедшими на помощь осажденному русскими Ниеншанцу. В память об этом военном успехе в 1711 году Петр повелел заложить деревянный дворец и парк, которые подарил своей супруге Екатерине. После смерти Петра I Екатерина I здесь не бывала. Усадьба пришла в запустение. Елизавета Петровна, помня проведённые в Екатерингофе детские дни, решила возродить усадьбу. В 1747—1750-х годах под руководством Х. ван Болоса и его помощника Ивана Сляднева дворец был расширен за счёт пристройки к нему боковых флигелей и из одноэтажного сделан двухэтажным. По обе стороны от дворца на берегу гавани также построили два новых корпуса. Для этого были использованы части разобранного в Летнем саду Летнего дворца Анны Иоанновны. Главный корпус дворца с этими флигелями соединялся открытой террасой с балюстрадой. Вокруг зданий благоустроили сад, канал и пруды вычистили. Прудам придали круглую форму, их оградили деревянной решёткой. 
В 1779 году флигели по бокам подъездного канала были разобраны. Усадьба снова стала приходить в упадок.

### Музей
В 1825 году во дворце открыли музей эпохи Петра I. Таким образом, здесь открылся первый в России дворец-музей. Коллекции включали в себя личные вещи Петра, мебель, предметы быта, хранившиеся в его мемориальной спальне, редкие книги об императоре.
В 1848 году из Екатерингофского дворца вывезли экспонаты музея. Их передали Петровской галерее Зимнего дворца.
В 1886 году журнал «Неделя строителя» писал: «Дворец <…> от времени пришёл в совершенный упадок; облицовка стен из тонких и дорогих фанер во многих местах полопалась и покоробилась; терраса, выходящая к обширным некогда прудам и каналам, совершенно сгнила и уже начала разрушаться. <…> камин <…> дал зияющую трещину, а из устья тяги вываливаются целые кирпичи». Последние экспонаты из дворца вывезли в 1903 году в Летний сад, после чего его закрыли для посетителей. Дворец сохранял старинные интерьеры.

### Упадок
После 1917 года Екатерингофский дворец заняли молодёжные организации.
6 июня 1923 году здание пострадало от пожара, затем оно горело дважды в 1925 году и в 1926 году было разобрано на дрова.

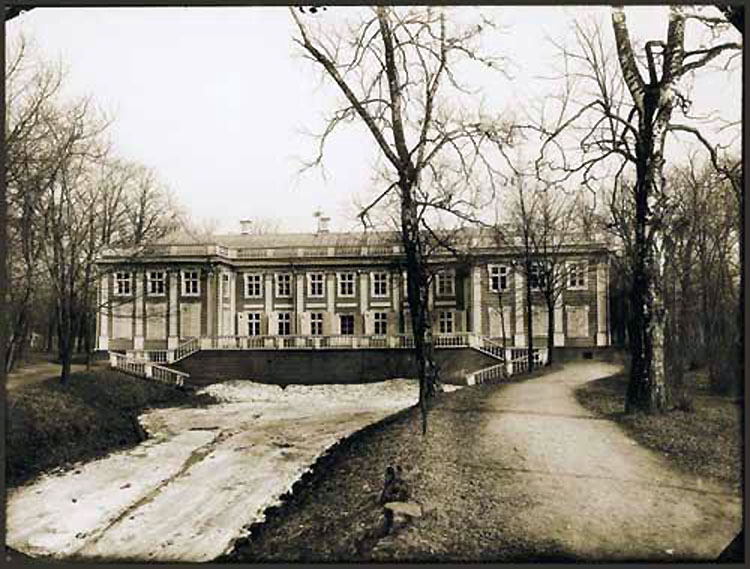
Екатерингофский дворец. Фотография конца XIX века

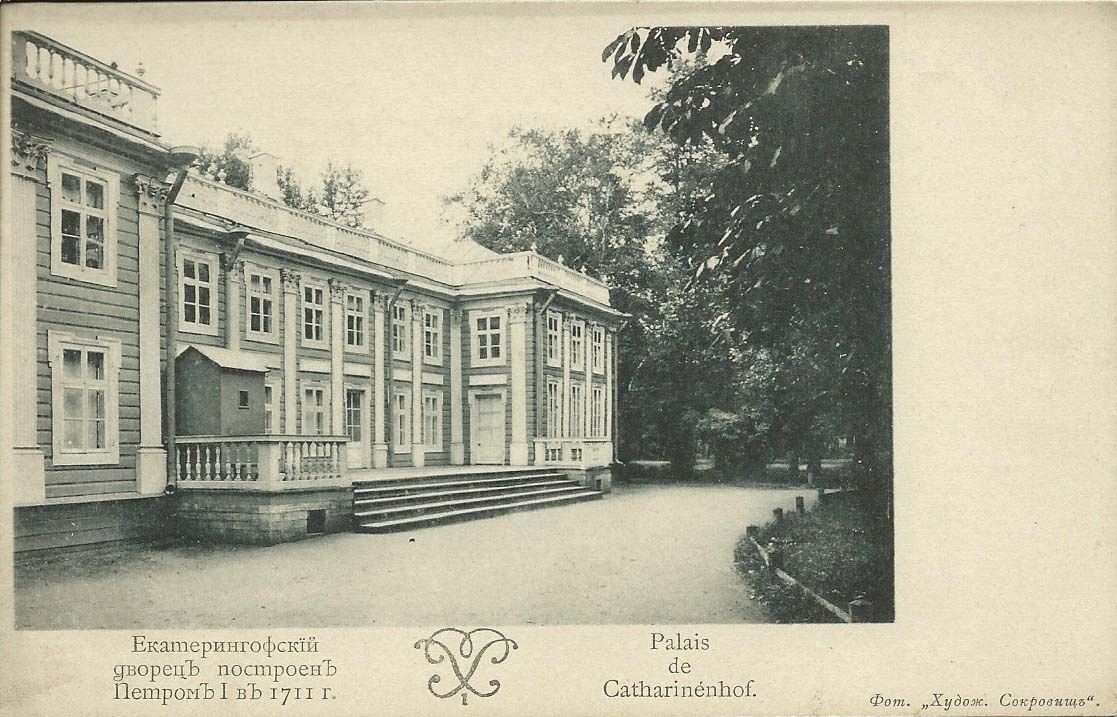
Открытка с изображением Екатерингофского дворца. Начало XX века